# Astakos (kolonia)
Niektóre z zamieszczonych tu informacji wymagają weryfikacji.
Dokładniejsze informacje o tym, co należy poprawić, znajdują się w sekcji Nikomedia i linki do obcojęzycznych wikipedii dyskusji tego artykułu.
 Po wyeliminowaniu niedoskonałości należy usunąć szablon {{Dopracować}} z tego artykułu.
Astakos – kolonia Megary nad Propontydą. W roku 435/434 p.n.e. osłabione najazdami okolicznych plemion miasto zajęli Ateńczycy.